# Leclercville
| Municipalité de Leclercville        |                       |
|                                     |                       |
| Coordenadas: 46°34' N 72°W          |                       |
| Província                           | Quebec                |
| Região administrativa               | Chaudière-Appalaches  |
| Incorporado em                      | 20 de janeiro 2000    |
| Prefeito                            | Marcel Richard        |
| Código postal                       | G0S 2K0               |
|                                     |                       |
| Área                                |                       |
| - Cidade                            | 135,4 km², 52,3 mi²   |
| Fuso horário                        | UTC -5                |
| População (2006)                    |                       |
| - Cidade                            | 558                   |
| - Densidade                         | 4 hab/km², 11 hab/mi² |
| Website: www.munleclercville.qc.ca/ |                       |

Leclercville é um município canadense da Regionalidade Municipal de Lotbinière, Quebec, localizado na região administrativa de Chaudière-Appalaches. Em sua área de pouco mais de cento e trinta e cinco quilómetros quadrados, habitam cerca de quinhentas pessoas. Tendo seu nome em homenagem a Pierre Leclerc que doou o terreno no qual foram erguidas a igreja e a casa paroquial.